# 国立台南芸術大学
国立台南芸術大学（こくりつたいなんげいじゅつだいがく、國立台南藝術大學、National Tainan University of the Arts）は、台湾台南市官田区に位置する中華民国の国立大学である。台湾の高等教育政策と産業発展政策に基づき、高雄の中小産業の支援と発展を担う人材の育成を目指し設立された。

## 歴史
| 年     | 月日 | 事跡 |
| ------ | ---- | --- |
| 1996年 | 7月  | 「国立台南芸術学院」として開校 映像記録研究所、博物館学研究所、造形藝芸術研究所、芸術史芸術評論研究所を設置 |
| 1997年 | 8月  | 応用芸術研究所、建築芸術研究所、7年一貫制音楽学系、国際芸術交流研究センターを新設                           |
| 1998年 | 8月  | アニメーション研究所、7年一貫制中国音楽系を新設                                                             |
| 1999年 | 9月  | 映像芸術管理研究所、古物保存研究所を新設                                                                    |
| 2002年 | 7月  | 応用音楽学系を新設                                                                                          |
| 2003年 | 12月 | 「国立台南芸術大学」と改称                                                                                  |

## 組織
| - 音楽学院 - 民族音楽学研究所 - 民族音楽学研究所社会人コース - ピアノ伴奏芸術研究所 - 音楽表現創作研究所 - 7年一貫制音楽学系 - 7年一貫制中国音楽学系 - 中国音楽学系進修学士課程 - 応用音楽学系 - 音楽学系 - 視覚芸術学院 - 造形芸術研究所 - 応用芸術研究所 - 建築芸術研究所 - 芸術創作理論博士課程 - 材質創作設計系 | - 文博学院 - 芸術史芸術評論研究所 - 博物館学研究所 - 博物館学研究所在社会人コース - 古物保存研究所 - 芸術史学系 - 映像芸術学院 - 映像記録研究所 - 映像管理研究所 - アニメーション研究所 - 教育課程センター |

## 教員

### 歴代院長・学長
| 代    | 氏名   | 任期 |
| ----- | ------ | ---- |
| 初代  | 漢宝徳 | -    |
| 第2代 | 黄碧端 | -    |